# Малък Магеланов облак
Малкият Магеланов облак е неправилна галактика джудже в съзвездието Тукан и размерът ѝ е наполовина в сравнение с този на Големия Магеланов облак. Разстоянието от Земята до Големия Магеланов облак е между 160 000 и 170 000 св.г., а до Малкия Магеланов облак е малко по-голямо.